# 환류 (해양학)

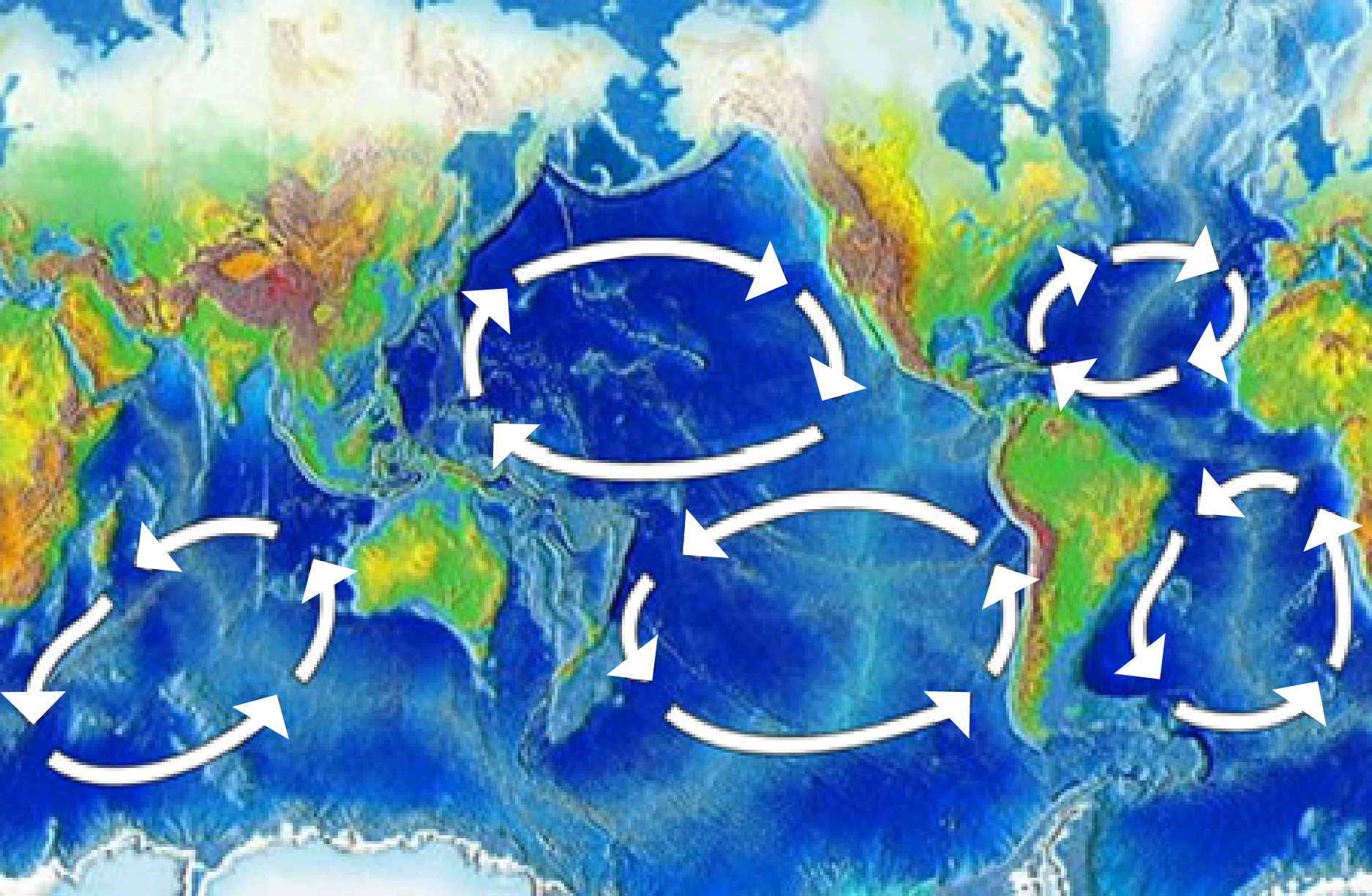
5대 주요 환류의 세계 지도

환류(環流, gyre)는 해양학에서 순환하는 해류의 커대란 시스템으로 특히 거대한 바람의 움직임이 수반된다. 환류는 코리올리 효과에 의해 발생된다. 행성의 소용돌이도, 수평 마찰, 수직 마찰은 바람 응력 회전(돌림힘)의 순환적 패턴을 결정한다.
환류는 인공의 여부와 관계 없이 대기나 바다의 모든 일종의 소용돌이이지만 지구해양학에서는 보통 주된 대양계를 의미한다.

## 5대 환류
저명한 5대 환류는 다음과 같다:
- 인도양환류
- 북대서양환류
- 북태평양환류
- 남대서양환류
- 남태평양환류

## 기타 종류

전 세계의 환류

- 열대환류
- 아열대환류
- 아환대환류

## 같이 보기
- 고기압
- 저기압성 순환
- 와류
- 유체동역학